# 本多通信工業
本多通信工業株式会社（ほんだつうしんこうぎょう）は、東京都港区に本社を置くコネクタを製造・販売する企業で、ミネベアミツミの100%子会社。長野県安曇野市と中国深圳市に製造拠点を構える。ブランド名・略称はHTK（エイチティケー）。

## 概要
通信機器や電子機器で使用されるコネクタの製造、販売を行う。特定分野でのNo.1を複数持つ「Segments No.1」を戦略として掲げている。 

グループの認知度向上に向けてブランドをHTKに統一。グループは同社と連結子会社7社（国内2社、海外5社）の計8社で構成される。 

## 沿革
- 1932年 5月  - 精密ねじ加工を業とする本多螺子製作所を開設
- 1945年11月  - 通信院交換機部品製造指定工場に指定
- 1947年 6月  - 本多通信工業株式会社設立
- 1955年 5月  - 防衛庁SSS規格プラグ・ジャック全品種認定工場に指定
- 1960年 5月  - 本多電子工業株式会社を設立 
（1968年 本多通信工業 安曇野工場へ）
- 1983年 2月  - 株式会社ホンダヱンジアリング(現ミネベア ソフトウェアソリューションズ)を設立
- 1999年10月  - 株式を店頭公開
- 2001年 2月  - 東京証券取引所2部上場
- 2008年 4月  - 松下電工株式会社（現パナソニックホールディングス株式会社）と資本業務提携
- 2010年10月  - 子会社の統合により、安曇野本多通信工業株式会社を設立
- 2010年12月  - 深圳本多通信技術有限公司を設立
- 2014年 2月  - 創業の地である東京都目黒区碑文谷から品川区大崎へ本社移転
- 2016年 3月  - 東京証券取引所第1部に指定替え
- 2022年 9月  - ミネベアミツミ株式会社が株式公開買付けにより議決権所有割合ベースで86.09%の株式を取得。パナソニックホールディングスとの資本関係が無くなる
- 2022年12月  - 東京証券取引所プライム市場上場廃止。株式併合によりミネベアミツミ株式会社の完全子会社となる
- 2023年3月 - 品川区大崎から港区東新橋へ本社移転[1]

## 社名の由来
もともと電話交換機のプラグジャックなどの“通信”向けの商品を作っていたことから、創業者の苗字である“本多”＋“通信”という社名になっている。
現在は、通信分野は縮小しており、ポートフォリオ上はFA分野や車載分野の売上割合が大きくなっている。

## 主な製品
- 産業用コネクタ…通信インフラやFA（ファクトリーオートメーション）など、産業機器向けがメイン
- 民生用コネクタ…OA機器やハイエンドのカメラやPC向けがメイン
- 車載用コネクタ…車載カメラ用のコネクタが主力商品

## 社会貢献活動
スポーツ振興～
松本山雅FC スポンサー活動
- Jリーグ松本山雅FCのプラクティスウェアスポンサーを務めており、夏休みのホームゲームのうち1試合を「本多通信工業デー」と題し、子ども向けのサッカー教室やハーフタイムでの花火大会を実施している。また、2015年からはU-18(高校生年代)のユニフォームスポンサー(背中)となっている。

信州安曇野ハーフマラソンへの協賛
- 信州安曇野ハーフマラソンにプレ大会から協賛している。

地域振興
HTKまつり
- 2013年から毎年9月第1週の土曜日に開催している。屋台や特産品の販売、松本山雅FC・地元の三郷中学校の吹奏楽・和太鼓などのイベントの他、工場見学や工作教室なども開催している。発表では、地域の方中心に1,500名以上が来場している。

## IR関係
配当
3月末の株主に実施。中間配当は今のところ実施していない。
株主優待
9月末の株主に実施。
- 500株以上保有の株主
  - 安曇野の名産品 2,000円相当 or 安曇野市への寄付 2,000円

- 3年以上かつ100～500株未満保有の株主
  - オリジナルQUOカード 500円

株主総会
例年は大崎ブライトコアホールで開催。
お土産は廃止されている。
個人投資家説明会
しばしば開催されており、その内容は同社HPに掲載されている動画で視聴できる。

## 本社・拠点
- 本社 - 東京都品川区北品川
- 安曇野工場 - 長野県安曇野市三郷温
- 大阪営業所 - 大阪府大阪市北区
- 名古屋営業所 - 愛知県名古屋市中区

## 関連会社

### 国内
- ミネベア ソフトウェアソリューションズ株式会社
  - 本社 - 神奈川県川崎市川崎区
  - 大阪営業所 - 大阪府大阪市北区
  - 北陸営業所 - 石川県金沢市鞍月
  - 沖縄営業所 - 沖縄県浦添市牧港
- 安曇野本多通信工業株式会社
  - 本社 - 長野県安曇野市三郷温（本多通信工業株式会社　安曇野工場内）
  - 穂高工場 - 長野県安曇野市穂高有明

### 海外
- HTK EUROPE LIMITED - イギリス
- HTK C&H ASIA PACIFIC PTE. LTD. - シンガポール
- HTK C&H HONG KONG LIMTED - 香港九龍尖沙咀
- HTK C&H (THAILAND) LTD. - タイサムットプラカーン
- 深圳本多通信技術有限公司 - 中国広東省深圳市